# Pallacanestro Ribera 2005-2006
La Pallacanestro Ribera 2005-2006, sponsorizzata Banco di Sicilia, ha partecipato alla Serie A1 femminile.

## Stagione
La squadra si è classificata al 11º posto in Serie A1, ottenendo una salvezza anticipata.
Ha inoltre partecipato per la seconda volta alla FIBA Europe Cup Women, arrivando agli ottavi di finale.
La squadra si è inoltre aggiudicata per la prima volta la Coppa Italia di Basket Femminile, nella Final Six 2006 disputata dal 24 al 25 marzo al PalaCampagnola di Schio, battendo in finale Faenza 75-72. È stata la prima squadra siciliana a conquistare la Coppa Italia.

## Maglie e sponsor
Per la stagione 2005-2006 lo sponsor ufficiale è stato il Banco di Sicilia.
La prima maglia era bianca con strisce azzurre, mentre la seconda era azzurra con strisce bianche.

## Organigramma societario
La dirigenza era composta da:
- Presidente: Alessandro Massinelli
- General Manager: Francesco Lima
- Team Manager: Giuseppe Firetto

## Roster
| Giocatrici |
| ---------- |

| N° | Naz.                                       | Ruolo | Sportivo             | Anno | Alt. |  |  |
| -- | ------------------------------------------ | ----- | -------------------- | ---- | ---- |  |  |
| 4  | Italia (bandiera)                          | A     | Serena Bona          | 1989 | 178  |  |  |
| 5  | Italia (bandiera)                          | PG    | Susanna Stabile      | 1980 | 175  |  |  |
| 6  | Italia (bandiera)                          | G     | Simona Falauto Perez | 1986 | 177  |  |  |
| 7  | Italia (bandiera)                          | G     | Federica Cerretti    | 1976 | 177  |  |  |
| 9  | Lettonia (bandiera)                        | A     | Diāna Skrastiņa      | 1972 | 188  |  |  |
| 11 | Stati Uniti (bandiera) · Italia (bandiera) | AC    | Brooke Reves         | 1977 | 185  |  |  |
| 12 | Stati Uniti (bandiera) · Italia (bandiera) | G     | Danielle Viglione    | 1975 | 178  |  |  |
| 13 | Italia (bandiera)                          | PA    | Manuela Zanon        | 1980 | 185  |  |  |
| 14 | Italia (bandiera)                          | G     | Chiara Perfetti      | 1979 | 173  |  |  |
| 15 | Stati Uniti (bandiera)                     | C     | Ebony Hoffman        | 1982 | 189  |  |  |

| Staff tecnico              |
| -------------------------- |
| Allenatore: Sandro Orlando |

| Giocatrici acquisite a stagione in corso |
| ---------------------------------------- |

| N° | Naz.              | Ruolo | Sportivo        | Anno | Alt. |  |
| -- | ----------------- | ----- | --------------- | ---- | ---- |  |
| 10 | Italia (bandiera) | AC    | Francesca Biral | 1979 | 186  |  |

| Giocatrici cedute a stagione in corso |
| ------------------------------------- |

| N° | Naz.              | Ruolo | Sportivo         | Anno | Alt. |  |
| -- | ----------------- | ----- | ---------------- | ---- | ---- |  |
|    | Italia (bandiera) | C     | Stefania Maimone | 1979 | 188  |  |

LegABasketFemminile: Dettaglio statistico

## Risultati

### Campionato

#### Girone di andata
| Arbitri: | Binda Pecorella |

|                |          |                       |
| Ballardini 23  | Punti    | 13 Hoffman, Skrastiņa |
| Franchini 4    | Assist   | 2 Hoffman, Maimone    |
| Moisés Pinto 9 | Rimbalzi | 9 Hoffman             |

| Arbitri: | Baglì Giummarra |

|             |          |                           |
| Viglione 14 | Punti    | 19 Macchi                 |
| Skrastiņa 3 | Assist   | 1 Macchi, Puškar, Donvito |
| Viglione 9  | Rimbalzi | 5 Cirone, Macchi          |

| Arbitri: | Capurro Luongo |

|                |          |         |
| Zanon 19       | Punti    | 18 Snow |
| Reves, Zanon 2 | Assist   | 2 Bello |
| Hoffman 9      | Rimbalzi | 8 Snow  |

| Arbitri: | Flammini Scudiero |

|          |          |             |
| Erceg 29 | Punti    | 18 Viglione |
| Aziz 4   | Assist   | 3 Hoffman   |
| Aziz 16  | Rimbalzi | 11 Hoffman  |

| Arbitri: | Fabiani Baldini |

|            |          |                 |
| Zanon 21   | Punti    | 21 Grubin       |
| Perfetti 4 | Assist   | 1 Pozzan, Ramon |
| Perfetti 7 | Rimbalzi | 6 Donaphin      |

| Arbitri: | Gasparri Canestrelli |

|                 |          |                     |
| Holland-Corn 19 | Punti    | 20 Viglione         |
| Holland-Corn 5  | Assist   | 1 Hoffman, Perfetti |
| Balleggi 11     | Rimbalzi | 11 Hoffman          |

| Arbitri: | Moretti Degobbis |

|                   |          |                               |
| Gorlin 18         | Punti    | 14 Hoffman, Skrastiņa         |
| Corà, Djambazka 2 | Assist   | 1 Hoffman, Perfetti, Viglione |
| Slavčeva 12       | Rimbalzi | 14 Hoffman, Skrastiņa         |

| Arbitri: | Riosa Dal Bosco |

|                      |          |            |
| Hoffman 19           | Punti    | 15 Andrade |
| Perfetti, Viglione 1 | Assist   | 2 Zara     |
| Hoffman 9            | Rimbalzi | 7 Bullett  |

| Arbitri: | Castellari Vaccarini |

|                    |          |                     |
| Manić 19           | Punti    | 14 Skrastiņa, Zanon |
| Manić, Kuznecova 2 | Assist   | 1 Reves, Hoffman    |
| Ajanović, Manić 9  | Rimbalzi | 11 Zanon            |

| Arbitri: | Ranaudo Buttinelli |

|                             |          |                         |
| Stabile 22                  | Punti    | 19 Erić                 |
| Perfetti, Viglione, Zanon 2 | Assist   | 3 Erić                  |
| Skrastiņa 7                 | Rimbalzi | 5 Invernizzi, Romagnoli |

| Arbitri: | Isimbaldi Bernhart |

|                 |          |            |
| Vujović 19      | Punti    | 12 Hoffman |
| Vujović 3       | Assist   | 2 Perfetti |
| Mazić, Modica 7 | Rimbalzi | 10 Hoffman |

| Arbitri: | Moretti Beneduce |

|                  |          |                               |
| Viglione 23      | Punti    | 15 Bjelica, Phillips, Swoopes |
| Hoffman 1        | Assist   | 2 Bjelica                     |
| Reves, Stabile 4 | Rimbalzi | 10 Phillips                   |

| Arbitri: | Rostain Paronelli |

|              |          |             |
| Dimitrova 21 | Punti    | 12 Viglione |
| Monticelli 6 | Assist   | 2 Cerretti  |
| Robertson 7  | Rimbalzi | 12 Hoffman  |

| Arbitri: | Biasini Di Toro |

|             |          |                      |
| Viglione 19 | Punti    | 21 Palie             |
| Stabile 4   | Assist   | 1 Pașcalău           |
| Hoffman 11  | Rimbalzi | 7 Meneghel, Pașcalău |

| Arbitri: | Castelluccio Morelli |

|            |          |                       |
| Sánchez 16 | Punti    | 15 Viglione           |
| Sánchez 1  | Assist   | 2 Perfetti, Skrastiņa |
| Dantas 10  | Rimbalzi | 19 Hoffman            |

### Coppa Italia

#### Semifinali
| Arbitri: | Capurro Fabiani |

|                    |          |                           |
| Viglione 15        | Punti    | 18 Palie                  |
| Skrastiņa, Zanon 2 | Assist   | 1 Avaro, Bonfiglio, Palie |
| Reves 9            | Rimbalzi | 10 Pașcalău               |

#### Finale
| Arbitri: | Vaccarini (La Spezia) Rostain (Torino) |

|                               |          |               |
| Hoffman 19                    | Punti    | 24 Ballardini |
| Perfetti, Stabile, Viglione 1 | Assist   | 1 Graziane    |
| Hoffman 11                    | Rimbalzi | 7 Graziane    |

### FIBA EuroCup Women

#### Fase a gironi
| Arbitri: | Pizio Cukalovic |

|             |          |             |
| Viglione 21 | Punti    | 25 Ferragut |
| Zanon 1     | Assist   | 2 Kōstakī   |
| Hoffman 11  | Rimbalzi | 9 Lacroix   |

| Arbitri: | Rocha Kremer |

|           |          |                     |
| Valero 17 | Punti    | 16 Skrastiņa, Zanon |
| Alamo 6   | Assist   | 3 Reves, Viglione   |
| Mayes 7   | Rimbalzi | 12 Zanon            |

| Arbitri: | Klaar Underland |

|                  |          |             |
| Sverrisdóttir 17 | Punti    | 18 Viglione |
| Sverrisdóttir 4  | Assist   | 8 Reves     |
| Tardy 9          | Rimbalzi | 12 Reves    |

| Arbitri: | Hesters Monteiro |

|             |          |              |
| Ferragut 14 | Punti    | 17 Skrastiņa |
| Kōstakī 9   | Assist   | 4 Skrastiņa  |
| Ndongue 11  | Rimbalzi | 12 Hoffman   |

| Arbitri: | Nakic Andersson |

|                               |          |                  |
| Viglione 14                   | Punti    | 13 Xantal        |
| Hoffman, Skrastiņa, Stabile 1 | Assist   | 1 Valero, Grande |
| Hoffman 8                     | Rimbalzi | 10 Andrews       |

| Arbitri: | Anzulovic Huybreghs |

|            |          |                  |
| Zanon 20   | Punti    | 23 Sverrisdóttir |
| Stabile 4  | Assist   | 3 Sverrisdóttir  |
| Hoffman 16 | Rimbalzi | 7 Tardy          |

##### Classifica
| Squadra       | G | V | P | PF  | PS  | P.ti |
| ------------- | - | - | - | --- | --- | ---- |
| Pall. Ribera  | 6 | 5 | 1 | 411 | 354 | 11   |
| Pays d'Aix    | 6 | 4 | 2 | 479 | 352 | 10   |
| Caja Canarias | 6 | 3 | 3 | 435 | 370 | 9    |
| Haukar        | 6 | 0 | 6 | 312 | 561 | 6    |

#### Sedicesimi di finale
| Arbitri: | Carlini Halliko |

|            |          |                                                |
| Sánchez 14 | Punti    | 22 Skrastiņa                                   |
| Rovira 3   | Assist   | 1 Hoffman, Reves, Skrastiņa, Stabile, Viglione |
| Pascua 11  | Rimbalzi | 7 Hoffman, Zanon                               |

| Arbitri: | Agadakos Vassallo |

|                            |          |                   |
| Reves 14                   | Punti    | 14 Sánchez        |
| Cerretti, Hoffman, Zanon 1 | Assist   | 1 Rovira, Sánchez |
| Hoffman 11                 | Rimbalzi | 16 Pascua         |

#### Ottavi di finale
| Arbitri: | Gudas Forsberg |

|                          |          |                                     |
| Sokolovskaja 24          | Punti    | 22 Hoffman                          |
| Šakirova, Demagina 5     | Assist   | 1 Reves, Skrastiņa, Viglione, Zanon |
| Šakirova, Sokolovskaja 8 | Rimbalzi | 13 Hoffman                          |

| Arbitri: | Pollard Dodds |

|                      |          |                                   |
| Hoffman 21           | Punti    | 21 Demagina                       |
| Skrastiņa, Stabile 2 | Assist   | 1 Demagina, Sokolovskaja, Volkova |
| Hoffman, Zanon 10    | Rimbalzi | 8 Šakirova                        |

## Statistiche

### Statistiche di squadra
| Competizione              | Partite | Partite | Partite | Punti | Falli | Falli | Tiri da 2 | Tiri da 2 | Tiri da 2 | Tiri da 3 | Tiri da 3 | Tiri da 3 | Tiri liberi | Tiri liberi | Tiri liberi | Rimbalzi | Rimbalzi | Rimbalzi | Stoppate | Stoppate | Palle | Palle | Assist |
| Competizione              | G       | V       | P       | Punti | C     | S     | R         | T         | %         | R         | T         | %         | R           | T           | %           | O        | D        | T        | D        | S        | P     | R     | Assist |
| ------------------------- | ------- | ------- | ------- | ----- | ----- | ----- | --------- | --------- | --------- | --------- | --------- | --------- | ----------- | ----------- | ----------- | -------- | -------- | -------- | -------- | -------- | ----- | ----- | ------ |
| Campionato + Coppa Italia | 32      | 19      | 13      | 2086  | 569   | 570   | 576       | 1258      | 45,8      | 191       | 544       | 35,1      | 363         | 515         | 70,5        | 321      | 823      | 1144     | 24       | 39       | 543   | 556   | 175    |
| EuroCup Women             | 10      | 7       | 3       | 676   | 202   |       | 198       | 442       | 44,8      | 49        | 165       | 29,7      | 133         | 172         | 77,3        | 97       | 236      | 333      | 109      |          |       |       | 100    |
| Totale                    | 42      | 26      | 16      | 2762  | 771   |       | 774       | 1700      | 45,6      | 240       | 709       | 33,9      | 499         | 687         | 72,6        | 418      | 1059     | 1477     | 133      |          |       |       | 275    |

### Statistiche delle cestiste
| Cestista         | Campionato | Campionato | Campionato | Campionato | Campionato | Coppe nazionali | Coppe nazionali | Coppe nazionali | Coppe nazionali | Coppe nazionali | Coppe continentali | Coppe continentali | Coppe continentali | Coppe continentali | Coppe continentali | Totale | Totale | Totale | Totale | Totale |
| Cestista         | Pres.      | Min.       | Punti      | Ass.       | Rimb.      | Pres.           | Min.            | Punti           | Ass.            | Rimb.           | Pres.              | Min.               | Punti              | Ass.               | Rimb.              | Pres.  | Min.   | Punti  | Ass.   | Rimb.  |
| ---------------- | ---------- | ---------- | ---------- | ---------- | ---------- | --------------- | --------------- | --------------- | --------------- | --------------- | ------------------ | ------------------ | ------------------ | ------------------ | ------------------ | ------ | ------ | ------ | ------ | ------ |
| F. Biral         | 12         | 130        | 20         | 1          | 10         | 1               | 6               | 2               | 0               | 2               | 0                  | 0                  | 0                  | 0                  | 0                  | 13     | 136    | 22     | 1      | 12     |
| S. Bona          | 1          | 1          | 0          | 0          | 0          | 0               | 0               | 0               | 0               | 0               | 0                  | 0                  | 0                  | 0                  | 0                  | 1      | 1      | 0      | 0      | 0      |
| F. Cerretti      | 22         | 198        | 29         | 5          | 11         | 0               | 0               | 0               | 0               | 0               | 10                 | 155                | 18                 | 5                  | 13                 | 32     | 353    | 47     | 10     | 24     |
| S. Falauto Perez | 7          | 20         | 0          | 0          | 2          | 0               | 0               | 0               | 0               | 0               | 3                  | 23                 | 0                  | 0                  | 5                  | 10     | 43     | 0      | 0      | 7      |
| E. Hoffman       | 27         | 867        | 290        | 33         | 277        | 2               | 73              | 29              | 0               | 18              | 9                  | 310                | 130                | 9                  | 94                 | 38     | 1250   | 449    | 42     | 389    |
| S. Maimone       | 10         | 70         | 11         | 4          | 17         | -               | -               | -               | -               | -               | 8                  | 95                 | 12                 | 0                  | 11                 | 18     | 165    | 23     | 4      | 28     |
| C. Perfetti      | 30         | 627        | 208        | 25         | 72         | 2               | 30              | 6               | 2               | 3               | 10                 | 164                | 59                 | 2                  | 8                  | 41     | 821    | 273    | 29     | 83     |
| B. Reves         | 28         | 736        | 242        | 17         | 121        | 2               | 62              | 16              | 0               | 17              | 9                  | 221                | 79                 | 14                 | 41                 | 39     | 1019   | 337    | 31     | 179    |
| D. Skrastiņa     | 29         | 882        | 322        | 17         | 128        | 2               | 60              | 23              | 2               | 9               | 9                  | 255                | 133                | 12                 | 34                 | 40     | 1197   | 478    | 38     | 171    |
| S. Stabile       | 29         | 696        | 189        | 17         | 67         | 2               | 50              | 19              | 2               | 5               | 10                 | 272                | 51                 | 16                 | 20                 | 41     | 1018   | 259    | 35     | 92     |
| D. Viglione      | 30         | 908        | 327        | 16         | 114        | 2               | 57              | 21              | 1               | 6               | 9                  | 258                | 97                 | 9                  | 34                 | 41     | 1223   | 445    | 26     | 154    |
| M. Zanon         | 30         | 865        | 313        | 31         | 166        | 2               | 62              | 19              | 2               | 11              | 10                 | 242                | 97                 | 11                 | 61                 | 42     | 1169   | 429    | 44     | 238    |